# Pterotracheoidea
Super-famille
Les Pterotracheoidea sont une super-famille de mollusques gastéropodes de l'ordre des Littorinimorpha. 
Les Pterotracheoidea sont l'un des rares groupes de gastéropodes pélagiques : ils vivent en pleine eau, et sont capables de nager. Certains ont perdu leur coquille pendant leur évolution. 

## Liste des familles
Selon World Register of Marine Species (26 mars 2016) :
- famille Atlantidae Rang, 1829 -- 3 genres
- famille Bellerophinidae Destombes, 1984 †
- famille Carinariidae Blainville, 1818 -- 3 genres
- famille Pterotracheidae Rafinesque, 1814 -- 2 genres

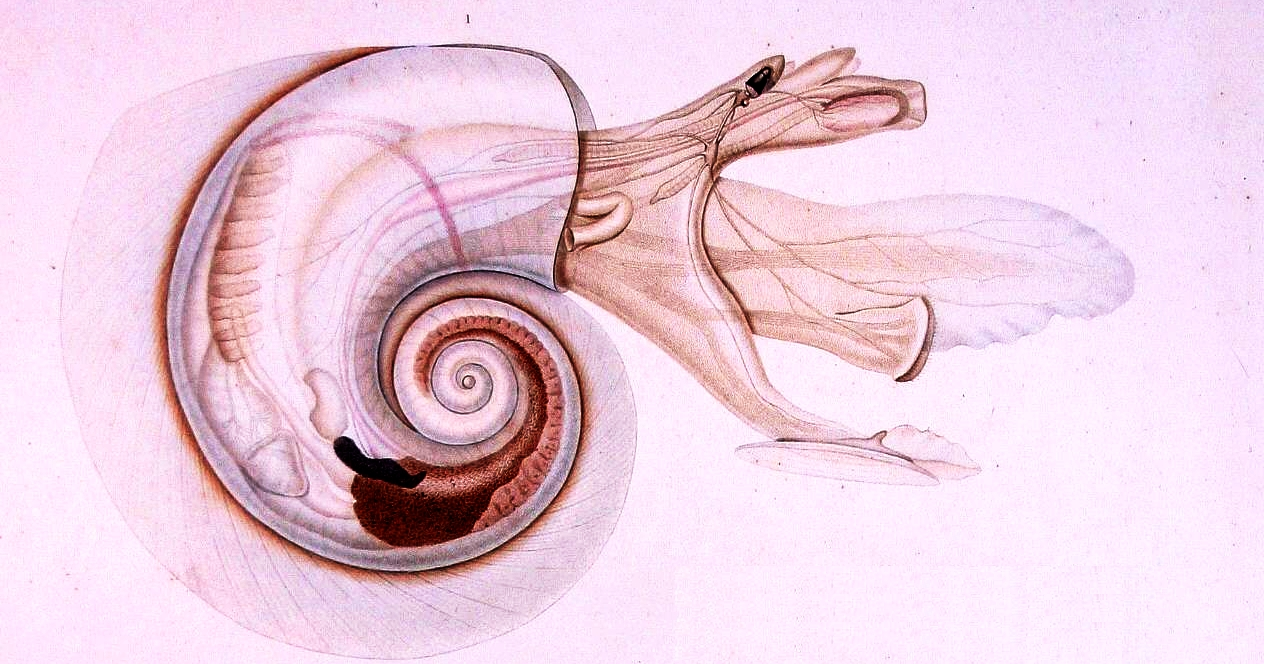
Anatomie d'un mollusque du genre Atlanta (Atlantidae).
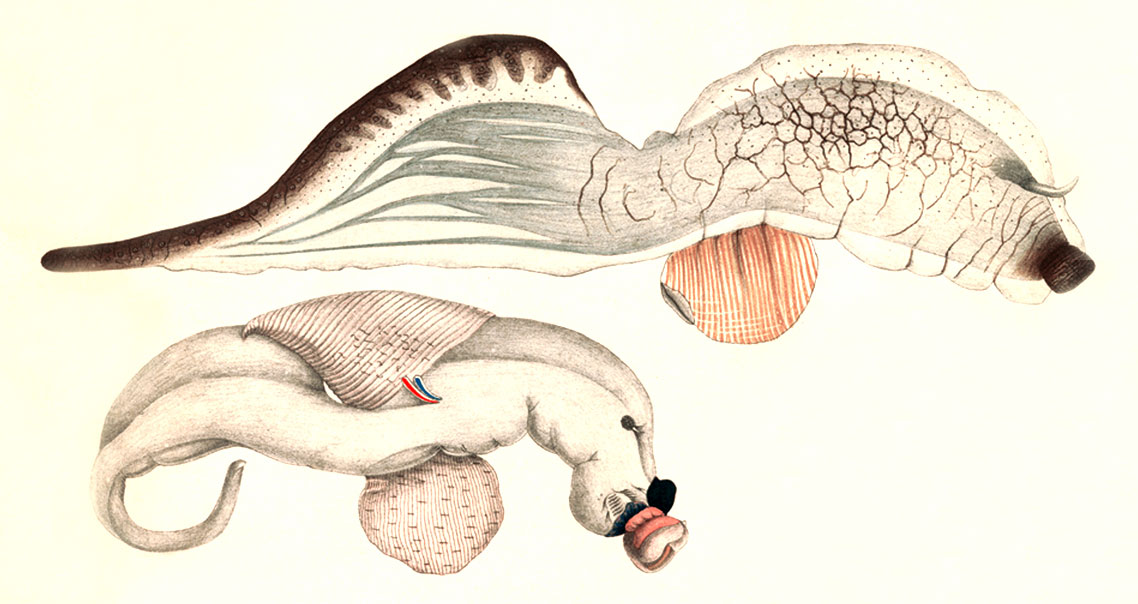
Carinaria cristata (Carinariidae).